# Ян Немец
Ян Немец (на чешки: Jan Němec) е чешки журналист, поет и писател на произведения в жанра социална драма, биография, автобиография, публицистика и документалистика.

## Биография и творчество
Ян Немец е роден на 21 юни 1981 г. в Бърно, Чехословакия. Син е на писателя Людвик Немец и израства в творческа среда. Завършва класическата гимназия в родния си град. След това следва социология и теология във Факултета по социални науки на Масариковия университет в Бърно, като през 2003 г. получава бакалавърска степен, а през 2007 г. магистърска степен по социология. По същото време следва и театрална драматургия в Театралния факултет на Академията за сценични изкуства „Яначек“ в Бърно, но не завършва.
След дипломирането си от 2008 г. работи като редактор на литературния месечник „Домакин“ (Host), като от 2022 г. става негов главен редактор. Работил е и като редактор в едноименното издателство, където подготвя книги на авторите Бианка Белова, Матей Хорава и Ивана Мишкова. Като журналист е сътрудник на седмичника „Респект“ и на сайта Aktuálně.cz. В него, заедно с писателките Яна Шрамкова и Ивана Мишкова, публикува полемичен текст от 12 абзаца за прозата, в който се самоопределят срещу някои механизми на съвременната литературна практика и предизвикват широк обществен дебат.
Работил е и като драматург за телевизионния канал ČT art и в редакцията на Фестивалния дневник на Международният филмов фестивал в Карлови Вари. За радио „Вълтава“ прави адаптации на романи, като „Елементарни частици“ от Мишел Уелбек, „Лолита“ от Владимир Набоков или избрани части от дневниците на френската философка и мистичка Симон Вейл, както и прави за него редовни сутрешни коментари.
През 2014 г.,, заедно с Петра Хулова и Яна Шрамкова, съосновават професионалната организация Асоциация на писателите, и периода 2014 – 2016 г. той е негов пръв председател. Ян Немец, като докторант, преподава литературно творчество, творческо писане и други предмети в Театралния факултет на Музикалната академия в Бърно.
Първата му книга, стихосбирката „Първи живот“ (První život), е издадена през 2007 г. През 2009 г. прави прозаичния си дебют със сборника с разкази „Игра за четири ръце“, подзаглавието „Почти любовни истории“ посочва темата на повечето от тях, а именно проблемните любовни отношения. Сборникът е номиниран за наградата „Иржи Ортен“.
През 2013 г. е издаден романът му „История на светлината“. Историята му е белетризирана биография на прочутия чешки фотограф Франтишек Дъртикол, който получава световна известност в началото на ХХ век. Той е първият чешки фотограф, излагал публично актови снимки, изявявайки се като новатор и майстор на актовата фотография в стила артдеко, а в по-късния си период – и на кубизма и футуризма, утвърждавайки фотографията като изкуство. Едновременно романът отразява събитията в Европа от времето на края на Австро-Унгарската империя, Първата световна война и междувоенния период през 20-те години на XX век. Романът е номиниран за наградата „Магнезия Литера“ и за наградата „Йозеф Шкворецки“, и е удостоен с наградата „Чешка книга“ и наградата за литература на Европейския съюз за 2014 г.
През 2019 г. е издаден полуавтобиографичната му книга „Възможности на любовния роман“, в която в постмодернистичен стил разказва за личния си живот и в същото време проучва дали все още е възможно да се пише достоверно за любовта.
Заедно с Петр Визина през 2021 г. издават книгата „Знак на непознатото“ съдържаща 9 интервюта религиозния опит като общо човешко преживяване, независимо от църковната принадлежност и независимо от конкретното вероизповедание.
Ян Немец живее в Бърно.

## Произведения

### Самостоятелни романи
- Dějiny světla (2013) – награда за литература на ЕС[2]
История на светлината, изд.: ИК „Колибри“, София (2016), прев. Анжелина Пенчева
- Možnosti milostného románu (2019)[1]

### Поезия
- První život (2007)[1]

### Сборници
- Hra pro čtyři ruce. Málem milostné povídky (2009) – разкази[1]
- Liliputin: Povídky z války (2022) – разкази

### Сценарии
- Kola (2020)

### Документалистика
- Znamení neznámého (2021) – разговори за духовността, с Петр Визина[1]